# Обала Слоноваче на Светском првенству у атлетици на отвореном 2017.
Обала Слоноваче је на Светском првенству у атлетици на отвореном 2017. одржаном у Лондону од 4. до 13. августа учествовала  шеснаести пут, односно учествовала је на свим првенствима до данас. Репрезентацију Обале Слоноваче представљала су 4 такмичара (2 мушкараца и 2 жена) који су се такмичили у четири дисциплина (две мушке и две женске).,
На овом првенству Обала Слоноваче је по броју освојених медаља заузела 27. место са 2 освојене медаље (2 сребрне). У табели успешности према броју и пласману такмичара који су учествовали у финалним такмичењима (првих 8 такмичара) Обала Слоноваче је са 3 учесника у финалу делила 21. место са 19 бодова.
| Плас. | Земља           | 1. мес. | 2. мес. | 3. мес. | 4. мес. | 5. мес. | 6. мес. | 7. мес. | 8. мес. | Бр. фин. | Бод. |
| ----- | --------------- | ------- | ------- | ------- | ------- | ------- | ------- | ------- | ------- | -------- | ---- |
| =21.  | Обала Слоноваче | 0       | 2       | 0       | 1       | 0       | 0       | 0       | 0       | 3        | 19   |

## Учесници
| Мушкарци: - Бен Јусеф Меите — 100 м - Хуа Вилфред Кофи — 200 м | Жене: - Миријел Ауре — 100 м - Мари Жозе Та Лу — 100 м, 200 м |  |

## Освајачи медаља (2)

### Сребро (2)
- Мари Жозе Та Лу — 100 м
- Мари Жозе Та Лу — 200 м

## Резултати

### Мушкарци
| Атлетичар        | Дисциплина | Лични рекорд | Предтакмичење | Предтакмичење | Квалификације | Квалификације | Полуфинале | Полуфинале | Финале                | Финале       | Детаљи                                     |
| Атлетичар        | Дисциплина | Лични рекорд | Резултат      | Место         | Резултат      | Место         | Резултат   | Место      | Резултат              | Место        | Детаљи                                     |
| ---------------- | ---------- | ------------ | ------------- | ------------- | ------------- | ------------- | ---------- | ---------- | --------------------- | ------------ | ------------------------------------------ |
| Бен Јусеф Меите  | 100 м      | 9,96 НР      | слободни      | слободни      | 10,02 КВ      | 2. у гр. 3    | 10,12      | 3. у гр. 1 | Нису се квалификовали | 18 / 58 (62) | Архивирано на веб-сајту (21. октобар 2018) |
| Хуа Вилфред Кофи | 200 м      | 20,25 НР     |               |               | 20,49 кв      | 4. у гр. 4    | 20,80      | 8. у гр. 3 | Нису се квалификовали | 23 / 54 (60) |                                            |

### Жене
| Атлетичарка     | Дисциплина | Лични рекорд | Квалификације   | Квалификације | Полуфинале    | Полуфинале | Финале       | Финале      | Детаљи |
| Атлетичарка     | Дисциплина | Лични рекорд | Резултат        | Место         | Резултат      | Место      | Резултат     | Место       | Детаљи |
| --------------- | ---------- | ------------ | --------------- | ------------- | ------------- | ---------- | ------------ | ----------- | ------ |
| Миријел Ауре    | 100 м      | 10,78 НР     | 11,04 (.034) КВ | 1. у гр. 3    | 10,99         | 2. у гр. 3 | 10,98 (.976) | 4 / 46 (47) |        |
| Мари Жозе Та Лу | 100 м      | 10,86        | 11,00 КВ        | 1. у гр. 4    | 10,87 КВ, ЛРС | 1. у гр. 1 | 10,86        |             |        |
| Мари Жозе Та Лу | 200 м      | 22,16 НР     | 22,70 КВ        | 1. у гр. 6    | 22,50         | 1. у гр. 3 | 22,08 НР, ЛР |             |        |